# Die schönsten Dörfer Frankreichs

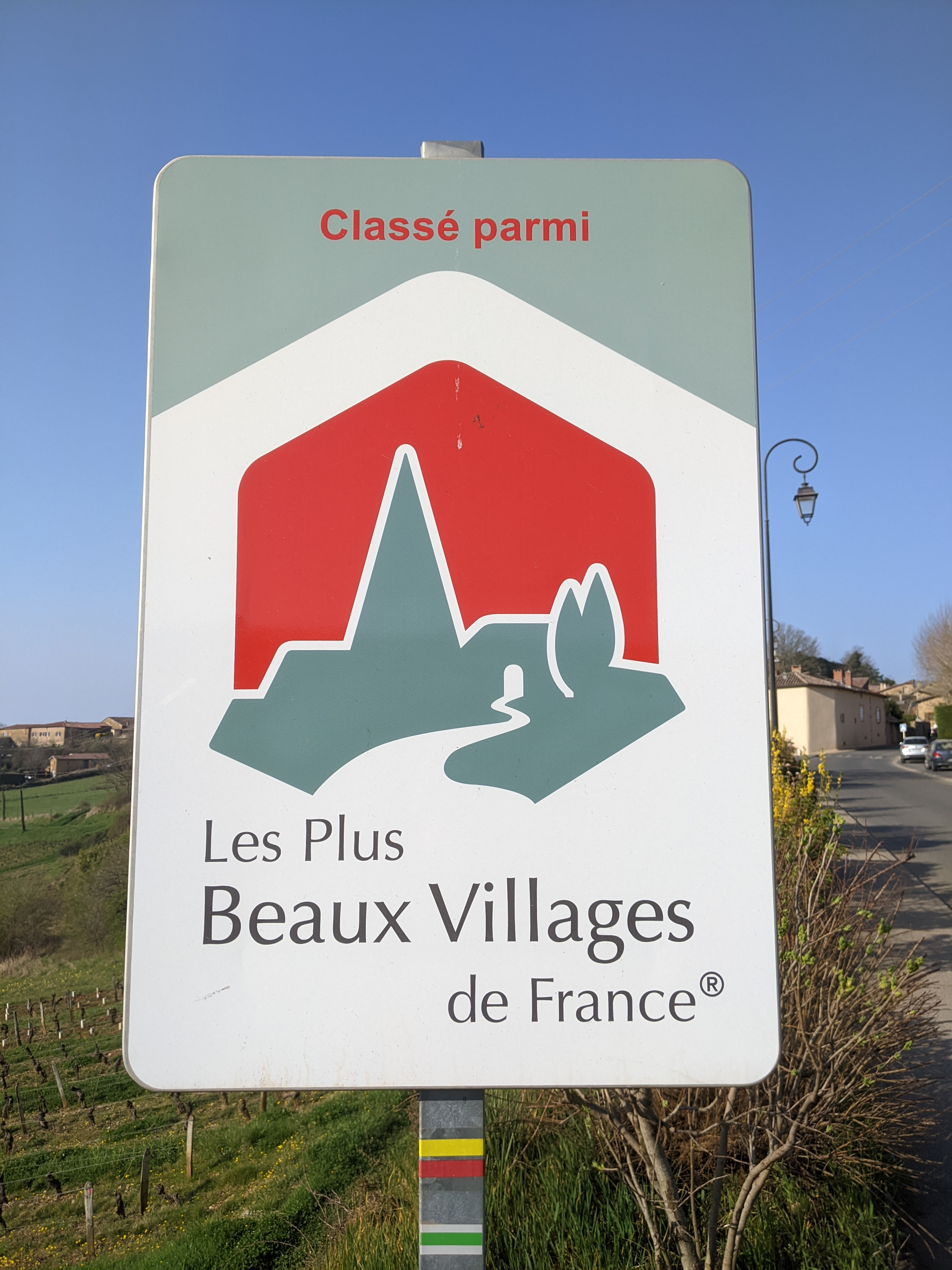
Schild mit dem Hinweis „Die schönsten Dörfer Frankreichs“

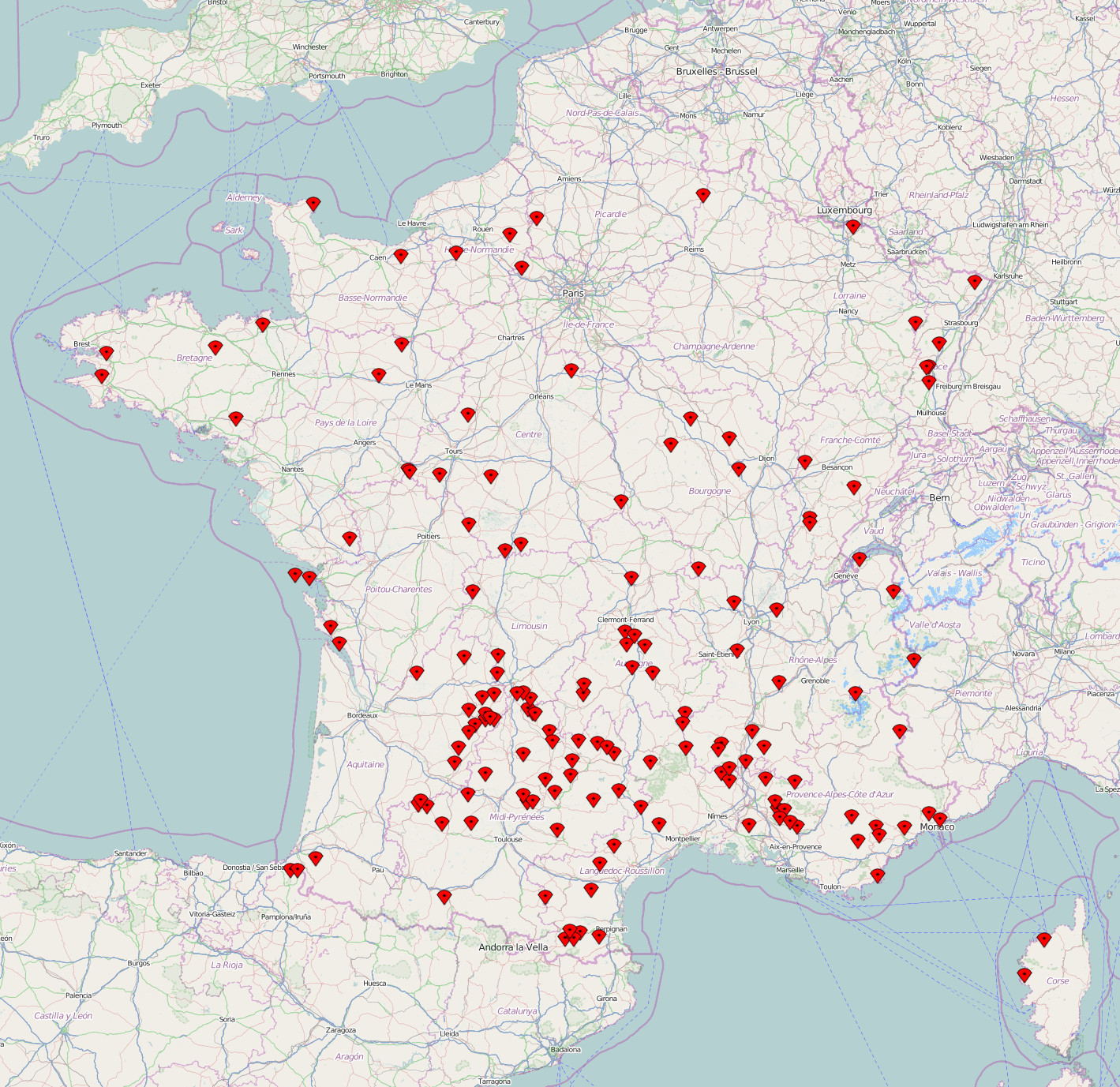
Karte der Verteilung der ausgezeichneten Dörfer (2014)

Die schönsten Dörfer Frankreichs (französisch Les plus beaux villages de France) ist eine kulturtouristische Auszeichnung in Frankreich. Die meisten der ausgezeichneten Orte befinden sich im Süden des Landes.

## Geschichte
Die Vereinigung wurde im Jahr 1982 von Charles Ceyrac, dem damaligen Bürgermeister von Collonges-la-Rouge im Département Corrèze, ins Leben gerufen, um den Tourismus in kleinen ländlichen Kommunen mit reichem historischen Erbe zu fördern. Mit diesem Ziel zeichnet sie seither französische Gemeinden mit dem Prädikat Les plus beaux villages de France aus. Noch heute hat die Association Les Plus Beaux Villages de France in Collonges-la-Rouge ihren Sitz.
Im Oktober 2023 waren insgesamt 176 Orte in 14 Regionen und 70 Départements als schönste Dörfer Frankreichs klassifiziert. Ein knappes Drittel dieser Orte findet sich in der Region Okzitanien (50 Dörfer), auf Ebene der Départements liegen Aveyron und Dordogne mit jeweils zehn Dörfern an der Spitze.
Zur Qualitätssicherung hat sich die Vereinigung bei der Auswahl der Dörfer harte Kriterien auferlegt. Ein Ort, der beabsichtigt, in die Liste der schönsten Dörfer Frankreichs aufgenommen zu werden, darf nicht mehr als 2000 Einwohner haben und muss über eine geschützte Zone oder denkmalgeschützte Bauwerke verfügen.
Nach dem französischen Vorbild entstanden ähnliche Initiativen im Jahr 1994 in Wallonien (Les plus beaux villages de Wallonie), im Jahr 1997 in Québec (Les plus beaux villages du Québec), im Jahr 2001 in Italien (I borghi più belli d’Italia) und 2015 in der Schweiz (Die schönsten Schweizer Dörfer). Letztere ist abzugrenzen von dem konkurrierenden Wettbewerb Das Schönste Dorf der Schweiz. Seit dem Jahr 2003 vereint der in Collonges-la-Rouge ansässige internationale Dachverband Les plus beaux villages de la Terre die verschiedenen nationalen Organisationen. Im Jahr 2010 wurde die Vereinigung Los Pueblos más Bonitos de España (Die schönsten Dörfer Spaniens) gegründet.

## Anzahl der schönsten Dörfer Frankreichs nach Region
(Stand der folgenden Tabelle ist Oktober 2023. Die Tabelle ist sortierbar.)
| Region                     | Anzahl der prämierten Dörfer |
| -------------------------- | ---------------------------- |
| Auvergne-Rhône-Alpes       | 25                           |
| Bourgogne-Franche-Comté    | 9                            |
| Bretagne                   | 4                            |
| Centre-Val de Loire        | 9                            |
| Korsika (Corse)            | 2                            |
| Grand Est                  | 8                            |
| Hauts-de-France            | 2                            |
| Île-de-France              | 1                            |
| La Réunion                 | 1                            |
| Normandie                  | 6                            |
| Nouvelle-Aquitaine         | 34                           |
| Okzitanien (Occitanie)     | 50                           |
| Pays de la Loire           | 3                            |
| Provence-Alpes-Côte d’Azur | 22                           |
| Frankreich (Gesamt)        | 176                          |

## Liste der schönsten Dörfer Frankreichs
(Stand der folgenden Tabelle ist Oktober 2023. Die Tabelle ist sortierbar.)
| Region                     | Département             | Ort (Gemeinde)                   | Datum der Klassifizierung | Foto |
| -------------------------- | ----------------------- | -------------------------------- | ------------------------- | ---- |
| Auvergne-Rhône-Alpes       | Ain                     | Pérouges                         | 1988                      |      |
| Auvergne-Rhône-Alpes       | Allier                  | Charroux                         | 1985                      |      |
| Auvergne-Rhône-Alpes       | Ardèche                 | Balazuc                          | 1982                      |      |
| Auvergne-Rhône-Alpes       | Ardèche                 | Vogüé                            | 1990                      |      |
| Auvergne-Rhône-Alpes       | Cantal                  | Salers                           | 1982                      |      |
| Auvergne-Rhône-Alpes       | Cantal                  | Tournemire                       | 1982                      |      |
| Auvergne-Rhône-Alpes       | Drôme                   | Châtillon-en-Diois               | 2021                      |      |
| Auvergne-Rhône-Alpes       | Drôme                   | La Garde-Adhémar                 | 1989                      |      |
| Auvergne-Rhône-Alpes       | Drôme                   | Grignan                          | 2019                      |      |
| Auvergne-Rhône-Alpes       | Drôme                   | Mirmande                         | 1998                      |      |
| Auvergne-Rhône-Alpes       | Drôme                   | Montbrun-les-Bains               | 1982                      |      |
| Auvergne-Rhône-Alpes       | Drôme                   | Le Poët-Laval                    | 1982                      |      |
| Auvergne-Rhône-Alpes       | Haute-Loire             | Arlempdes                        | 1999                      |      |
| Auvergne-Rhône-Alpes       | Haute-Loire             | Blesle                           | 1982                      |      |
| Auvergne-Rhône-Alpes       | Haute-Loire             | Lavaudieu                        | 1990                      |      |
| Auvergne-Rhône-Alpes       | Haute-Loire             | Lavoûte-Chilhac                  | 2022                      |      |
| Auvergne-Rhône-Alpes       | Haute-Loire             | Polignac                         | 2021                      |      |
| Auvergne-Rhône-Alpes       | Haute-Loire             | Pradelles                        | 1999                      |      |
| Auvergne-Rhône-Alpes       | Haute-Savoie            | Yvoire                           |                           |      |
| Auvergne-Rhône-Alpes       | Isère                   | Saint-Antoine-l’Abbaye           | 2009                      |      |
| Auvergne-Rhône-Alpes       | Loire                   | Sainte-Croix-en-Jarez            |                           |      |
| Auvergne-Rhône-Alpes       | Puy-de-Dôme             | Montpeyroux                      | 1989                      |      |
| Auvergne-Rhône-Alpes       | Puy-de-Dôme             | Usson                            |                           |      |
| Auvergne-Rhône-Alpes       | Rhône                   | Oingt                            | 2007                      |      |
| Auvergne-Rhône-Alpes       | Savoie                  | Bonneval-sur-Arc                 |                           |      |
| Bourgogne-Franche-Comté    | Côte-d’Or               | Châteauneuf                      | 1996                      |      |
| Bourgogne-Franche-Comté    | Côte-d’Or               | Flavigny-sur-Ozerain             |                           |      |
| Bourgogne-Franche-Comté    | Doubs                   | Lods                             |                           |      |
| Bourgogne-Franche-Comté    | Haute-Saône             | Pesmes                           |                           |      |
| Bourgogne-Franche-Comté    | Jura                    | Baume-les-Messieurs              |                           |      |
| Bourgogne-Franche-Comté    | Jura                    | Château-Chalon                   |                           |      |
| Bourgogne-Franche-Comté    | Saône-et-Loire          | Semur-en-Brionnais               | 1982                      |      |
| Bourgogne-Franche-Comté    | Yonne                   | Noyers                           |                           |      |
| Bourgogne-Franche-Comté    | Yonne                   | Vézelay                          |                           |      |
| Bretagne                   | Côtes-d’Armor           | Moncontour                       | 2010                      |      |
| Bretagne                   | Finistère               | Locronan                         |                           |      |
| Bretagne                   | Ille-et-Vilaine         | Saint-Suliac                     | 1999                      |      |
| Bretagne                   | Morbihan                | Rochefort-en-Terre               | 2009                      |      |
| Centre-Val de Loire        | Cher                    | Apremont-sur-Allier              |                           |      |
| Centre-Val de Loire        | Cher                    | Sancerre                         | 2022                      |      |
| Centre-Val de Loire        | Indre                   | Gargilesse-Dampierre             |                           |      |
| Centre-Val de Loire        | Indre                   | Saint-Benoît-du-Sault            | 1988                      |      |
| Centre-Val de Loire        | Indre-et-Loire          | Candes-Saint-Martin              |                           |      |
| Centre-Val de Loire        | Indre-et-Loire          | Crissay-sur-Manse                |                           |      |
| Centre-Val de Loire        | Indre-et-Loire          | Montrésor                        | 1987                      |      |
| Centre-Val de Loire        | Loir-et-Cher            | Lavardin                         | 1990                      |      |
| Centre-Val de Loire        | Loiret                  | Yèvre-le-Châtel (Yèvre-la-Ville) | 2002                      |      |
| Korsika (Corse)            | Corse-du-Sud            | Piana                            | 1982                      |      |
| Korsika (Corse)            | Haute-Corse             | Sant’Antonino                    | 1982                      |      |
| Grand Est                  | Bas-Rhin                | Hunspach                         |                           |      |
| Grand Est                  | Bas-Rhin                | Mittelbergheim                   |                           |      |
| Grand Est                  | Haut-Rhin               | Bergheim                         | 2022                      |      |
| Grand Est                  | Haut-Rhin               | Eguisheim                        | 2003                      |      |
| Grand Est                  | Haut-Rhin               | Hunawihr                         |                           |      |
| Grand Est                  | Haut-Rhin               | Riquewihr                        | 1982                      |      |
| Grand Est                  | Moselle                 | Rodemack                         | 1987                      |      |
| Grand Est                  | Moselle                 | Saint-Quirin                     | 1989                      |      |
| Hauts-de-France            | Aisne                   | Parfondeval                      | 1983                      |      |
| Hauts-de-France            | Oise                    | Gerberoy                         | 1982                      |      |
| Île-de-France              | Val-d’Oise              | La Roche-Guyon                   |                           |      |
| La Réunion                 | La Réunion              | Hell-Bourg (Salazie)             | 1998                      |      |
| Normandie                  | Calvados                | Beuvron-en-Auge                  |                           |      |
| Normandie                  | Eure                    | Le Bec-Hellouin                  | 2006                      |      |
| Normandie                  | Eure                    | Lyons-la-Forêt                   |                           |      |
| Normandie                  | Manche                  | Barfleur                         |                           |      |
| Normandie                  | Orne                    | Saint-Céneri-le-Gérei            | 1982                      |      |
| Normandie                  | Seine-Maritime          | Veules-les-Roses                 | 2017                      |      |
| Nouvelle-Aquitaine         | Charente                | Aubeterre-sur-Dronne             | 1993                      |      |
| Nouvelle-Aquitaine         | Charente-Maritime       | Ars-en-Ré                        | 1982                      |      |
| Nouvelle-Aquitaine         | Charente-Maritime       | Brouage (Hiers-Brouage)          | 2017                      |      |
| Nouvelle-Aquitaine         | Charente-Maritime       | La Flotte                        | 1988                      |      |
| Nouvelle-Aquitaine         | Charente-Maritime       | Mornac-sur-Seudre                | 1982                      |      |
| Nouvelle-Aquitaine         | Charente-Maritime       | Talmont-sur-Gironde              |                           |      |
| Nouvelle-Aquitaine         | Corrèze                 | Beaulieu-sur-Dordogne            | 2022                      |      |
| Nouvelle-Aquitaine         | Corrèze                 | Collonges-la-Rouge               | 1982                      |      |
| Nouvelle-Aquitaine         | Corrèze                 | Curemonte                        | 1988                      |      |
| Nouvelle-Aquitaine         | Corrèze                 | Saint-Robert                     | 1982                      |      |
| Nouvelle-Aquitaine         | Corrèze                 | Ségur-le-Château                 |                           |      |
| Nouvelle-Aquitaine         | Corrèze                 | Turenne                          |                           |      |
| Nouvelle-Aquitaine         | Dordogne                | Belvès                           |                           |      |
| Nouvelle-Aquitaine         | Dordogne                | Beynac-et-Cazenac                |                           |      |
| Nouvelle-Aquitaine         | Dordogne                | Castelnaud-la-Chapelle           | 2010                      |      |
| Nouvelle-Aquitaine         | Dordogne                | Domme                            |                           |      |
| Nouvelle-Aquitaine         | Dordogne                | Limeuil                          | 1990                      |      |
| Nouvelle-Aquitaine         | Dordogne                | Monpazier                        | 1982                      |      |
| Nouvelle-Aquitaine         | Dordogne                | La Roque-Gageac                  |                           |      |
| Nouvelle-Aquitaine         | Dordogne                | Saint-Amand-de-Coly              | 2007                      |      |
| Nouvelle-Aquitaine         | Dordogne                | Saint-Jean-de-Côle               |                           |      |
| Nouvelle-Aquitaine         | Dordogne                | Saint-Léon-sur-Vézère            |                           |      |
| Nouvelle-Aquitaine         | Haute-Vienne            | Mortemart                        | 1983                      |      |
| Nouvelle-Aquitaine         | Lot-et-Garonne          | Monflanquin                      | 1989                      |      |
| Nouvelle-Aquitaine         | Lot-et-Garonne          | Pujols-le-Haut (Pujols)          |                           |      |
| Nouvelle-Aquitaine         | Lot-et-Garonne          | Tournon-d’Agenais                | 2021                      |      |
| Nouvelle-Aquitaine         | Lot-et-Garonne          | Villeréal                        | 2018                      |      |
| Nouvelle-Aquitaine         | Lot-et-Garonne          | Penne-d’Agenais                  | 2023                      |      |
| Nouvelle-Aquitaine         | Pyrénées-Atlantiques    | Ainhoa                           | 1982                      |      |
| Nouvelle-Aquitaine         | Pyrénées-Atlantiques    | La Bastide-Clairence             |                           |      |
| Nouvelle-Aquitaine         | Pyrénées-Atlantiques    | Navarrenx                        | 2014                      |      |
| Nouvelle-Aquitaine         | Pyrénées-Atlantiques    | Saint-Jean-Pied-de-Port          | 2016                      |      |
| Nouvelle-Aquitaine         | Pyrénées-Atlantiques    | Sare                             |                           |      |
| Nouvelle-Aquitaine         | Vienne                  | Angles-sur-l’Anglin              |                           |      |
| Okzitanien (Occitanie)     | Ariège                  | Camon                            |                           |      |
| Okzitanien (Occitanie)     | Aude                    | Lagrasse                         |                           |      |
| Okzitanien (Occitanie)     | Aveyron                 | Belcastel                        | 1990                      |      |
| Okzitanien (Occitanie)     | Aveyron                 | Brousse-le-Château               | 1997                      |      |
| Okzitanien (Occitanie)     | Aveyron                 | Conques                          |                           |      |
| Okzitanien (Occitanie)     | Aveyron                 | La Couvertoirade                 |                           |      |
| Okzitanien (Occitanie)     | Aveyron                 | Estaing                          | 1982                      |      |
| Okzitanien (Occitanie)     | Aveyron                 | Najac                            |                           |      |
| Okzitanien (Occitanie)     | Aveyron                 | Peyre (Comprégnac)               | 2003                      |      |
| Okzitanien (Occitanie)     | Aveyron                 | Saint-Côme-d’Olt                 | 1987                      |      |
| Okzitanien (Occitanie)     | Aveyron                 | Sainte-Eulalie-d’Olt             | 1986                      |      |
| Okzitanien (Occitanie)     | Aveyron                 | Sauveterre-de-Rouergue           | 1986                      |      |
| Okzitanien (Occitanie)     | Gard                    | Aiguèze                          | 2005                      |      |
| Okzitanien (Occitanie)     | Gard                    | Lussan                           | 2016                      |      |
| Okzitanien (Occitanie)     | Gard                    | Montclus                         | 2012                      |      |
| Okzitanien (Occitanie)     | Gard                    | La Roque-sur-Cèze                | 2007                      |      |
| Okzitanien (Occitanie)     | Haute-Garonne           | Saint-Bertrand-de-Comminges      |                           |      |
| Okzitanien (Occitanie)     | Gers                    | Fourcès                          | 2005                      |      |
| Okzitanien (Occitanie)     | Gers                    | Larressingle                     |                           |      |
| Okzitanien (Occitanie)     | Gers                    | Lavardens                        | 2011                      |      |
| Okzitanien (Occitanie)     | Gers                    | Montréal                         |                           |      |
| Okzitanien (Occitanie)     | Gers                    | La Romieu                        | 2018                      |      |
| Okzitanien (Occitanie)     | Gers                    | Sarrant                          | 1999                      |      |
| Okzitanien (Occitanie)     | Hérault                 | Minerve                          |                           |      |
| Okzitanien (Occitanie)     | Hérault                 | Olargues                         |                           |      |
| Okzitanien (Occitanie)     | Hérault                 | Saint-Guilhem-le-Désert          |                           |      |
| Okzitanien (Occitanie)     | Lot                     | Autoire                          | 1982                      |      |
| Okzitanien (Occitanie)     | Lot                     | Capdenac                         | 2010                      |      |
| Okzitanien (Occitanie)     | Lot                     | Cardaillac                       | 1982                      |      |
| Okzitanien (Occitanie)     | Lot                     | Carennac                         |                           |      |
| Okzitanien (Occitanie)     | Lot                     | Loubressac                       | 1982                      |      |
| Okzitanien (Occitanie)     | Lot                     | Martel                           | 2022                      |      |
| Okzitanien (Occitanie)     | Lot                     | Rocamadour                       | 2022                      |      |
| Okzitanien (Occitanie)     | Lot                     | Saint-Cirq-Lapopie               |                           |      |
| Okzitanien (Occitanie)     | Lozère                  | La Garde-Guérin (Prévenchères)   | 1992                      |      |
| Okzitanien (Occitanie)     | Lozère                  | Le Malzieu-Ville                 | 2021                      |      |
| Okzitanien (Occitanie)     | Lozère                  | Sainte-Enimie                    |                           |      |
| Okzitanien (Occitanie)     | Pyrénées-Orientales     | Castelnou                        |                           |      |
| Okzitanien (Occitanie)     | Pyrénées-Orientales     | Eus                              | 1984                      |      |
| Okzitanien (Occitanie)     | Pyrénées-Orientales     | Évol (Olette)                    |                           |      |
| Okzitanien (Occitanie)     | Pyrénées-Orientales     | Villefranche-de-Conflent         | 1982                      |      |
| Okzitanien (Occitanie)     | Pyrénées-Orientales     | Prats-de-Mollo-la-Preste         | 2023                      |      |
| Okzitanien (Occitanie)     | Tarn                    | Castelnau-de-Montmiral           |                           |      |
| Okzitanien (Occitanie)     | Tarn                    | Cordes-sur-Ciel                  | 2021                      |      |
| Okzitanien (Occitanie)     | Tarn                    | Lautrec                          | 1983                      |      |
| Okzitanien (Occitanie)     | Tarn                    | Monestiés                        | 2001                      |      |
| Okzitanien (Occitanie)     | Tarn                    | Puycelsi                         |                           |      |
| Okzitanien (Occitanie)     | Tarn-et-Garonne         | Auvillar                         | 1994                      |      |
| Okzitanien (Occitanie)     | Tarn-et-Garonne         | Bruniquel                        |                           |      |
| Okzitanien (Occitanie)     | Tarn-et-Garonne         | Lauzerte                         | 1990                      |      |
| Pays de la Loire           | Maine-et-Loire          | Montsoreau                       |                           |      |
| Pays de la Loire           | Mayenne                 | Sainte-Suzanne                   | 2010                      |      |
| Pays de la Loire           | Vendée                  | Vouvant                          | 1988                      |      |
| Provence-Alpes-Côte d’Azur | Alpes-de-Haute-Provence | Moustiers-Sainte-Marie           | 1982                      |      |
| Provence-Alpes-Côte d’Azur | Alpes-de-Haute-Provence | Entrevaux                        | 2023                      |      |
| Provence-Alpes-Côte d’Azur | Alpes-Maritimes         | Coaraze                          |                           |      |
| Provence-Alpes-Côte d’Azur | Alpes-Maritimes         | Gourdon                          | 1984                      |      |
| Provence-Alpes-Côte d’Azur | Alpes-Maritimes         | Sainte-Agnès                     | 1997                      |      |
| Provence-Alpes-Côte d’Azur | Alpes-Maritimes         | Saorge                           | 2023                      |      |
| Provence-Alpes-Côte d’Azur | Bouches-du-Rhône        | Les Baux-de-Provence             | 1988                      |      |
| Provence-Alpes-Côte d’Azur | Hautes-Alpes            | La Grave                         |                           |      |
| Provence-Alpes-Côte d’Azur | Hautes-Alpes            | Saint-Véran                      |                           |      |
| Provence-Alpes-Côte d’Azur | Var                     | Bargème                          |                           |      |
| Provence-Alpes-Côte d’Azur | Var                     | Cotignac                         | 2022                      |      |
| Provence-Alpes-Côte d’Azur | Var                     | Gassin                           | 1994                      |      |
| Provence-Alpes-Côte d’Azur | Var                     | Le Castellet                     | 2022                      |      |
| Provence-Alpes-Côte d’Azur | Var                     | Seillans                         | 1991                      |      |
| Provence-Alpes-Côte d’Azur | Var                     | Tourtour                         |                           |      |
| Provence-Alpes-Côte d’Azur | Vaucluse                | Ansouis                          |                           |      |
| Provence-Alpes-Côte d’Azur | Vaucluse                | Gordes                           |                           |      |
| Provence-Alpes-Côte d’Azur | Vaucluse                | Lourmarin                        | 1988                      |      |
| Provence-Alpes-Côte d’Azur | Vaucluse                | Ménerbes                         |                           |      |
| Provence-Alpes-Côte d’Azur | Vaucluse                | Roussillon                       |                           |      |
| Provence-Alpes-Côte d’Azur | Vaucluse                | Séguret                          |                           |      |
| Provence-Alpes-Côte d’Azur | Vaucluse                | Venasque                         | 1992                      |      |